# Sverre Kjelsberg
Sverre Kjelsberg (Tromsø, 18 de octubre de 1946-18 de junio de 2016) fue un cantante, músico y compositor noruego. Fue miembro de la banda The Pussycats desde 1964. Junto a Mattis Hætta representó a Noruega en el Festival de la Canción de Eurovisión 1980 con la canción Sámiid Ædnan (Laponia), que fue compuesta por Kjelsberg y Ragnar Olsen. El Festival se realizó en La Haya el 19 de abril, donde alcanzaron la 15.ª posición de entre 19 participantes.

## Álbumes
- Etter mørketia, 1979
- Kära Syster, 1980, con el pianista sueco Tage Löf y donde se incluía el tema Sámiid Ædnan.
- Låla!, 1980, con Mattis Hætta.
- Sverre, 1982
- Den glade pessimisten, 1987, con Ragnar Olsen.
- Drømmen e fri, 1994
- Større kraft enn krutt, 2005.